# Jannes Heuvelmans
Jannes Heuvelmans (Tilburg, 4 april 2003), artiestennaam Janneman, is een Nederlandse zanger en acteur. Hij was lid van de boyband FOURCE. Sinds 2024 is hij solo actief als zanger onder de artiestennaam Janneman.

## Biografie
Heuvelmans groeide op in Tilburg en stond als 9-jarige jongen voor het eerst op het toneel in een landelijke theatertour. In zijn jeugd heeft hij in meerdere musicals en toneelvoorstellingen gespeeld, totdat hij in 2017 solo auditie deed voor het Junior Songfestival. Hij werd door de makers samengebracht met Ian Kuyper, Niels Schlimback en Max Mies en samen vormden zij vanaf dat moment de boyband FOURCE. De jongens wonnen de nationale finale en mochten met hun nummer Love Me naar het Junior Eurovisiesongfestival in Tbilisi, Georgië. Daar eindigden ze als 4e.
Met FOURCE heeft Heuvelmans in vijf jaar tijd meer dan 30 singles uitgebracht, een theatertour gedaan en concerten gegeven in venues als 013 en Ahoy, en prijzen gewonnen waaronder een Zapp Award en een Nickelodeon Kids' Choice Award. In 2022 sloten de jongens van FOURCE hun samenwerking af met een groots symfonisch kerstconcert in de Brabanthallen.
Heuvelmans is naast zanger ook actief als songwriter en speelt gitaar, piano en drums. In 2024 is hij begonnen aan zijn solocarrière onder de artiestennaam Janneman.

## Carrière

### Theater
| Jaar      | Productie                    | Rol          |
| --------- | ---------------------------- | ------------ |
| 2012-2013 | Kramer vs. Kramer            | Billy Kramer |
| 2013-2014 | De kleine blonde dood        | Micky        |
| 2014-2015 | Waanzinnig gedroomd          | Daan         |
| 2015-2017 | Pinokkio de Sprookjesmusical | Pinokkio     |
| 2016      | André het astronautje        | André        |

### Televisie (acteren)
| Jaar      | Productie          | Zender   | Rol          | Opmerkingen       |
| --------- | ------------------ | -------- | ------------ | ----------------- |
| 2016      | Dokter Tinus       | SBS6     | Joris        | gastrol in afl. 7 |
| 2017      | Flikken Maastricht | NPO 1    | Joris Dielen | gastrol in afl. 8 |
| 2020-2021 | Brugklas           | NPO Zapp | Abel         | gastrol           |
| 2022      | The Passion        | NPO 1    | Discipel     |                   |

### Singles
| Titel      | Verschijningsdatum | Opmerkingen |
| ---------- | ------------------ | ----------- |
| Backstage  | 22-02-2024         |             |
| No Go Zone | 03-05-2024         |             |